# 香港青年協會赤柱戶外活動中心
香港青年協會赤柱戶外活動中心位於香港香港島赤柱赤柱灣，於1972年落成及啟用。

## 歷史
1972年，香港青年協會赤柱戶外活動中心落成及啟用。
1987年，香港青年協會赤柱戶外活動中心擴建。
2013年4月，香港青年協會指出其轄下的赤柱戶外活動中心因為設施不合時宜，故此向城市規劃委員會申請將該棟現時為樓高兩層的建築物重建為樓高6層的戶外訓練營，佔地455平方米，設有宿舍、活動室及餐廳設施，在外牆則種植樹木作為垂直綠化，期望將該中心打造成為香港島首座開放予公眾予青少年發展，及海、陸訓練活動的設施。此外，亦會一併申請將鄰近一處康樂及文化事務署所使用的土地，擬議作為緊急車輛通道。